# クストーツァ
クストーツァ（イタリア語: Custoza）は、イタリア共和国ヴェネト州ヴェローナ県ソンマカンパーニャに属する分離集落（フラツィオーネ）。
ヴェローナの南西郊外に位置するこの土地は、19世紀に2回にわたって重要な戦闘の舞台となっている（クストーツァの戦い）。

## 名称
イタリア語: Custoza は /ku'stɔtsa/ と発音される。日本語文献ではクストーザとカナ転記されることもある。
ドイツ語文献ではクストッツァ（Custozza）と記される。

## 地理
クストーツァは、ソンマカンパーニャ市街から南西へ約5km、ヴェローナからは南西へ約17kmの距離にある。ソンマカンパーニャ（北東）、ヴァレッジョ（南西）、ヴィッラフランカ（南東）の、ちょうど中心付近に位置している。
集落は、ガルダ湖のモレーン（氷堆石）の丘陵地帯（Colline Moreniche del Garda）末端部の麓、ティオーネ川 (it:Tione (fiume)) の近くに位置する。南へ丘を越えればパダーナ平原が広がり、ポストゥミア街道にもほど近い。
2つのクストーツァの戦いを記念して、村の近くに納骨堂 (it:Ossario di Custoza) が建てられている。
- 納骨堂（Ossario di Custoza）
- 納骨堂からアルプス方面の眺望

## 歴史
19世紀、イタリア統一運動（イタリア独立戦争）の過程でクストーツァは2回にわたって重要な戦闘の舞台となっている。

### 1848年の戦い
1848年、ロンバルド＝ヴェネト王国各地でオーストリア帝国による支配に対する反乱が勃発すると（1848年革命、ミラノの5日間を参照）、これに乗じてサルデーニャ王カルロ・アルベルトはオーストリアに宣戦を布告、ロンバルドに攻め込んだ（第一次イタリア独立戦争）。
ヨーゼフ・ラデツキー将軍率いるオーストリア軍は体制を立て直し、1848年7月23日から7月25日にかけて、カルロ・アルベルト率いるサルデーニャ王国軍とこの地で衝突。サルデーニャ軍は敗北した (Battle of Custoza (1848)) 。その後、北イタリアの反乱もオーストリア軍によって鎮圧された。

### 1866年の戦い
1866年、オーストリアとプロイセンの普墺戦争が勃発すると、イタリア王国（1861年成立）はヴェネト地方を併合すべくオーストリアと戦端を開いた（第三次イタリア独立戦争）。1866年6月24日、ラ・マルモラ将軍 (Alfonso Ferrero La Marmora) 率いるイタリア王国軍はオーストリア軍とこの地で衝突したが、敗北を喫している (Battle of Custoza (1866)) 。
この時、ジュゼッペ・ガリバルディはアルプス猟兵隊を率いてトレンティーノ地方に攻め入り、ベッツェッカの戦いに勝利してトレントを目前にしていたが、クストーツァの敗北を受けたイタリア王国軍から後退を命じられて、「Obbedisco（従う）」と一言だけの電報を返している。

## 社会

### 経済・産業
ここの地名は、DOCワイン、ビアンコ・ディ・クストーツァ (it:Bianco di Custoza) でも有名である。

## 文化

### クストーツァを舞台とした作品

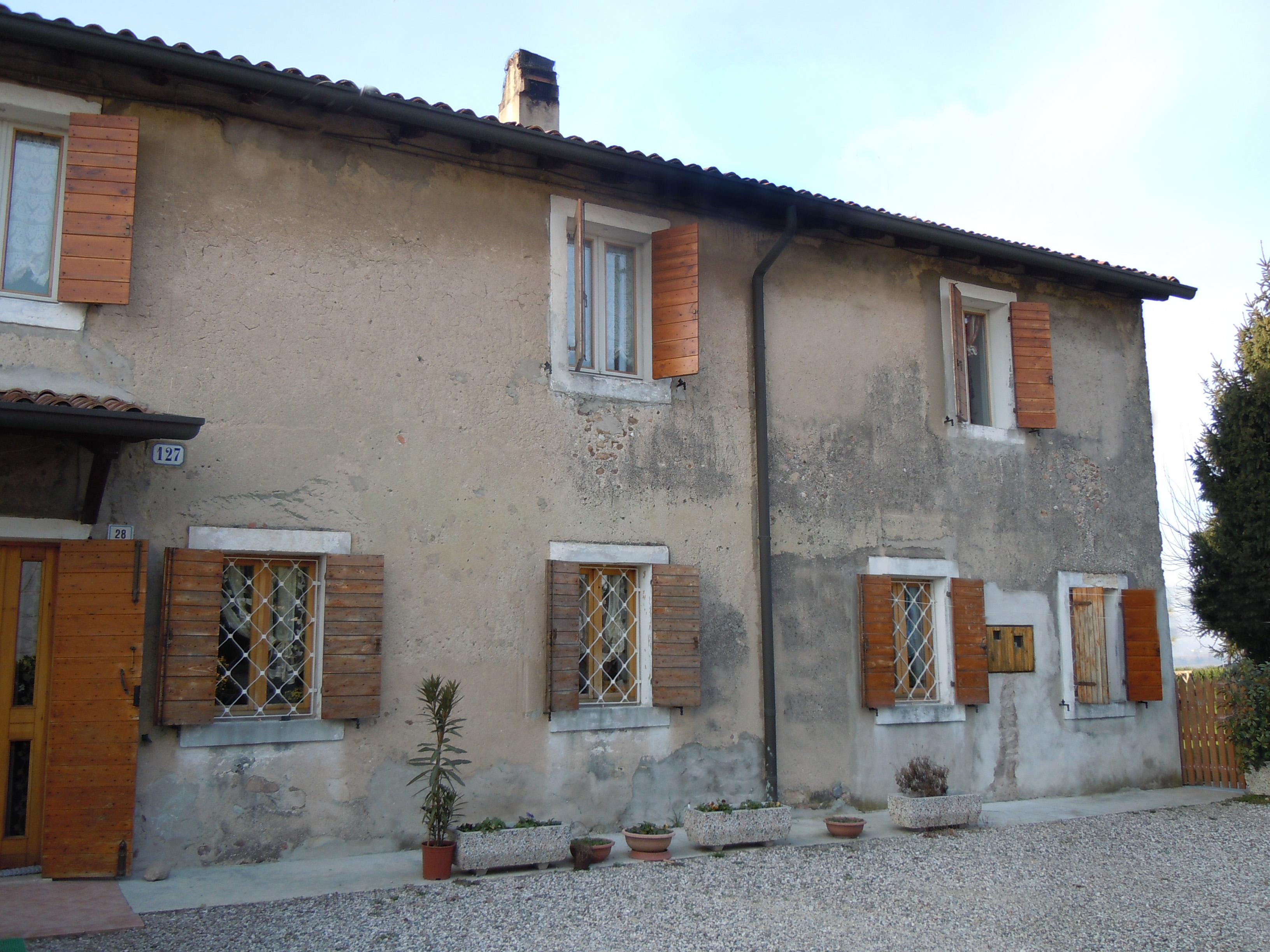
サルデーニャの少年鼓手の家(casa del Tamburino Sardo)

エドモンド・デ・アミーチスの小説『クオーレ』（1886年）の中の一挿話「サルデーニャの少年鼓手」（Il tamburino sardo）は、1848年のクストーツァの戦いを舞台とした物語である。クストーツァには、「サルデーニャの少年鼓手の家」や記念物がある。